# LÉ Róisín (P51)
LÉ Róisín (P51) — корабль ВМС Ирландии, первый из двух патрульных кораблей типа «Росин», построенных специально для возможности круглогодично патрулировать территориальные воды Ирландии.

## История
Корабль был построен в графстве Девон, Великобритания, на верфи Appledore Shipbuilders и вошёл в строй в 1999 году под именем «Росин» в честь Росин Данн (ирл. Róisín Dúbh), которая ныне считается одной из аллегорий Ирландии, а исторически была дочерью Хью О’Нила герцога Тирона, жившего в конце XVI века. Поэма про Росин авторства Джеймса Мангана широко известна в Ирландии.
В 2004 году «Росин» первой пришла на помощь канадской субмарине HMCS Chicoutimi (SSK 879), на борту которой возник пожар.
Экипаж корабля поддерживает шефские отношения с Дублином.